# Jonathan Majors
Jonathan Majors est un acteur américain né le 7 septembre 1989 à Lompoc en Californie.
Au début des années 2020, il apparaît comme une étoile montante à Hollywood en jouant dans les films Creed 3 et Da 5 Bloods : Frères de sang ainsi que dans la série Lovecraft Country, puis en décrochant le rôle de Kang le conquérant dans l'univers cinématographique Marvel (film Ant-Man et la Guêpe : Quantumania, série Loki).
Cette ascension connaît une brusque halte en 2023 quand il est accusé publiquement de violences conjugales, de harcèlement, de comportements toxiques et d’intimidations sur les plateaux de tournage et dans sa vie privée,,.

## Biographie

### Jeunesse
Jonathan Michael Majors nait le 7 septembre 1989 à Lompoc en Californie. Il vit très jeune sur la base militaire de Vandenberg, son père étant dans l'US Air Force. Sa mère est pasteur et il a une grande sœur (Monica) et un frère cadet (Cameron),.
Sa jeunesse est marquée par de nombreux déménagements et surtout par le départ de son père, qui ne réapparait que 17 ans plus tard. Jonathan se réfugie dans sa passion pour le théâtre. Après le lycée, il s'inscrit à l'université de Caroline du Nord puis à Yale en arts dramatiques. Il y obtient son Master of Fine Arts en 2016.

### Carrière
Après une première apparition dans le film à sketches Do Not Disturb (2011), il décroche un rôle plus important dans When We Rise, mini-série sur la naissance des mouvements LGBT au lendemain des émeutes de Stonewall en 1969. Au cinéma, il incarne des personnages secondaires notamment dans le western Hostiles (2018) ou le biopic Undercover : Une histoire vraie (2019). Il se fait repérer avec son rôle dans The Last Black Man in San Francisco (2019). Le film est acclamé par la critique. Jonathan Majors reçoit plusieurs nominations pour sa performance, notamment aux Film Independent's Spirit Awards, qui est globalement très appréciée par les critiques,. Barack Obama déclare par ailleurs que c'est l'un de ses films préférés de 2019.
En 2020, il tient l'un des rôles principaux de Da 5 Bloods : Frères de sang de Spike Lee. La révélation vient surtout de la série télévisée de Jordan Peele et Misha Green, Lovecraft Country. Il y incarne Atticus « Tic » Freeman qui, dans l'Amérique ségrégationniste des années 1950, part à la recherche de son père disparu et rencontre de terribles monstres sortis de l'univers de H. P. Lovecraft. Cela lui ouvre les portes de l'univers cinématographique Marvel : en cette année 2020, il est choisi pour incarner l'antagoniste principal Kang le Conquérant dans le film Ant-Man and the Wasp: Quantumania aux côtés de Paul Rudd, Evangeline Lilly, Michael Douglas et Michelle Pfeiffer (qui est sorti le 15 février 2023), rôle qu'il incarne également dans la série Loki. À la suite du verdict de son procès le 18 décembre 2023, The Walt Disney Company et Marvel Studios annoncent le renvoi de l’acteur des futurs projets. L’avenir de Kang au sein de l’univers étant incertain, le cinquième film Avengers, originellement titré The Kang Dynasty, a perdu son titre après l’annonce.

### Vie privée
En mai 2023, Jonathan a commencé à sortir avec l'actrice Meagan Good. Ils se marient en mars 2025.

## Affaires judiciaires

### Arrestation pour motif de violences conjugales
Il est arrêté à Manhattan le 25 mars 2023, sous les charges d'agression, tentative d'étranglement et harcèlement dans le cadre d'une dispute conjugale avec sa compagne, Grace Jabbari. À la suite des accusations contre Majors, plusieurs studios de cinéma prennent leurs distances avec l'acteur. Son apparition dans un spot publicitaire de l'armée de l'air américaine est alors supprimée.
En avril 2023, le manager ainsi que l'agence de relations publiques qui représentent l'acteur mettent un terme à leurs contrats respectifs.

### Accusations d'agressions physiques et verbales
En juin 2023, suivant une enquête de plusieurs mois menée par le magazine Rolling Stone, une vingtaine de membres d'équipes de films ainsi que d'anciennes compagnes de l'interprète témoignent et accusent Jonathan Majors de violences physiques et verbales sur plus d'une décennie,,.

### Abus de pouvoir sur le tournage deDevotion
À l'été 2023, il est révélé que Jonathan Majors a fait pleurer plusieurs membres du département des costumes pendant le tournage de Devotion. L'une des victimes raconte que l'acteur y a pris « une sorte de plaisir malsain ».

### Procès contre Grace Jabbari
En fin novembre 2023, le procès commence à New York. Jonathan Majors plaide non coupable des accusations d'agression et de harcèlement. Le 5 décembre, Grace Jabbari, son ancienne compagne, fournit un témoignage étayant l'affirmation de l'accusation selon laquelle Majors l'avait agressée et présente également des preuves au tribunal,.
Le 11 décembre 2023, Chloé Zoller, l'une des inconnues qui a rencontré Jabbari après l'agression présumée, déclare que Jabbari avait l'air « visiblement bouleversée » lorsqu'elle l'a vue dehors, mais qu'elle n'avait remarqué aucune blessure sur elle à ce moment-là. Une autre vidéo audio est publiée pendant le procès où Jonathan Majors crie sur Grace Jabbari tout en se décrivant comme un « grand homme » et en se comparant au pasteur baptiste Martin Luther King Jr. ainsi qu'à l'ancien président des Etats-Unis Barack Obama,. Dans l'enregistrement audio, ce dernier exige qu'elle agisse comme Coretta Scott King et Michelle Obama,,.
Pendant le procès pour violences conjugales, plusieurs SMS de l'acteur sont rendus publics, accablant Majors de violence physique et de chantage affectif.
Le 13 décembre, le juge présidant l'affaire autorise que des preuves clés soient rendues publiques, notamment des images de vidéosurveillance de l'agression présumée de Jonathan Majors sur Jabbari. Les plaidoiries finales commencent le lendemain.
Le 18 décembre 2023, il est reconnu coupable par la justice américaine des accusations d'agression et de harcèlement,.

### Pratique de la culture de l'intimidation
Sur le plateau de tournage de Magazine Dreams dont la sortie était prévue pour fin 2023, plusieurs salariés déclarent avoir été victimes de nombreux actes d'intimidation de la part de l'acteur,.
À la suite de la condamnation de Jonathan Majors pour agression et harcèlement, l'entreprise The Walt Disney Company revend les droits de distribution du film Magazine Dreams dont Majors avait le rôle principal.

### Éviction du milieu hollywoodien
Â la suite de son interpellation à Manhattan, Jonathan Majors est écarté du projet The Man In My Basement, d'adaptation cinématographique du roman du même nom de Walter Mosley, où il devait partager l'écran avec l'acteur Willem Dafoe,.
Majors perd aussi son rôle-titre d'Otis Redding dans le futur biopic Otis and Zelma,.
En décembre 2023, peu de temps après avoir été reconnu coupable d'agression et de harcèlement par le tribunal de New York, il perd en conséquence son rôle de Kang le conquérant dans l'univers cinématographique Marvel,.
En janvier 2024, après le procès attenté contre l'acteur, Jonathan Majors est licencié du biopic 48 Hours in Vegas centré sur le basketteur Dennis Rodman, le défenseur vedette de l'équipe américaine des Bulls de Chicago,.

### Nouvelles accusations de violences conjugales et menaces de mort
En février 2024, Emma Duncan, une ancienne compagne de Jonathan Majors de 2015 à 2019, témoigne dans le quotidien New York Times et reproche à son ancien conjoint d'avoir proféré des menaces de mort à son encontre. Elle accuse Majors de « l'avoir poussé sur un canapé et de l'avoir étranglé ». L'accusé lui aurait alors dit : « Je vais m'assurer que tu ne puisses pas avoir d'enfants ». L'article mentionne également qu'Emma Duncan avait subi une autre agression de la part de Jonathan Majors, lui laissant des ecchymoses sur plusieurs parties de son corps et révèle que Majors a « détruit des objets à de nombreuses reprises » pendant leur relation,.

### Accusations d'emprise psychologique et provocation au suicide
Le même mois, dans le quotidien The Guardian, Maura Hooper, une ancienne compagne que Jonathan Majors a fréquenté avant Emma Duncan témoigne et accuse le comédien d'emprise psychologique et d'isolation en affirmant qu'elle « n’était pas autorisée à parler de leur relation à qui que ce soit ». Maura Hooper révèle ainsi que Majors l'a « poussé à avorter » alors qu'elle était enceinte de lui, l’acteur n'étant pas venu la raccompagner après l'avoir emmenée à une clinique d’avortement. Elle reproche également à Majors de lui avoir dit durant une conversation téléphonique : « J’espère que tu mourras. Suicide-toi…Je vais t’arracher de mon cœur comme je t’ai arraché ton bébé hors de toi »,,.

### Comportement inapproprié sur le tournage deLovecraft Country
Dans une enquête menée par le New York Times, neuf personnes ayant travaillé sur la série Lovecraft Country accusent Jonathan Majors de comportement inapproprié : «Il était souvent pote avec les hommes, mais avec les femmes, il se montrait irritable et enclin à se disputer ; les femmes sur le plateau se sont mises en garde les unes les autres pour qu’elles fassent preuve de prudence à son égard ».
L'une des femmes qui était assistante réalisateur sur le tournage accuse l'acteur d'avoir fait un « commentaire raciste sur son apparence ». Le rapport indique également que trois des femmes concernées dont une qui était assistante de production sont allées se plaindre de l'attitude problématique de Majors au producteur de la série : la chaine HBO,,,.

### Nouvelles accusations de Grace Jabbari
En mars 2024, Grace Jabbari porte une nouvelle fois plainte contre Jonathan Majors pour motifs de plusieurs agressions, poursuite malveillante en justice et diffamation. Elle reproche à son ancien compagnon de lui avoir fait subir « des agressions verbales et des colères effrayantes » ainsi que des « attaques physiques » dès juillet 2022,.
Une des agressions qui s'est déroulée la même année à Los Angeles est détaillée : « Majors s’est énervé contre Grace. Elle a essayé de le calmer. Majors a commencé à lui crier au visage, a attrapé ses deux bras et les a collés contre son corps. Il l’a ensuite projetée vers la porte de la douche, qui s’est ouverte. Il l’a ensuite poussée contre le mur de la douche, et sa tête a heurté le mur »,.
Une autre agressions qui a eu lieu à Londres en septembre 2022 est dévoilée dans la presse : « Majors a poussé Grace si fort qu’elle s’est blessée le dos. Quand Grace s’est levée, elle a tenté de quitter la maison. Majors a pris Grace en l’air et l’a jetée contre le capot de sa voiture. Grace a commencé à crier à l’aide. Majors a ensuite saisi Grace avec force, la plaçant dans une prise de tête et a mis sa main sur sa bouche pour empêcher quelqu’un d’entendre ses cris d’appel à l'aide. Il a ramené Grace dans leur maison et a tenu ses mains autour de son cou, déclarant ''qu’il voulait la tuer, et qu’il allait la tuer''. Majors a ensuite commencé à frapper la tête de Grace contre le sol de marbre tout en l’étranglant jusqu’à ce qu’elle sente qu’elle ne pouvait plus respirer »,,.
Les faits s'étant déroulés alors que l'acteur et Grace Jabbari avaient emménagé en ville pour tourner la seconde saison de la série télévisée Loki de Marvel Studios. Il est indiqué que Majors s'était mis en colère envers Grace Jabbari et l'avait violenté en représailles d'avoir invité une de ses amies dans leur nouvelle maison. Jonathan Majors finit par éviter la prison.

### Condamnation pour agression et harcèlement
En avril 2024, Jonathan Majors est condamné par la justice américaine à suivre un programme de 52 semaines qui porte sur l'éducation contre les violences conjugales,,. Le juge Michael Gaffey qui a rendu le verdict affirme que Majors « pourrait être condamné à 364 jours de prison s'il ne suit pas ce programme, et qu'il doit également continuer à suivre une thérapie et des conseils en matière de santé mentale et fournir à la cour des mises à jour sur son traitement »,,. Il a notamment l'interdiction de prendre contact avec la victime.
Alvin Bragg, le procureur de Manhattan, déclare que Jonathan Majors s'était « habitué » à exercer des « pressions psychologiques et émotionnelles » sur sa petite amie,,.
Grace Jabbari, la plaignante du procès qui a accusé l'acteur de violences conjugales déclare : « Il n’est pas désolé, il n’a pas admis qu’il était responsable. Il va recommencer. Il va blesser d’autres femmes à l’avenir. Cet homme pense qu’il est au-dessus des lois... J’avais une carrière, une vie, un corps, qu’il a endommagés de manière irrémédiable. Je ne serai pas tranquille tant qu’il restera un danger. J’ai vu sa colère et il ne la contrôle pas »,.

## Filmographie
Sauf indication contraire, les informations mentionnées dans cette section peuvent être confirmées par la base de données cinématographiques IMDb,  présente dans la section « Liens externes ».

### Cinéma
- 2011 : Do Not Disturb - segment Prom de Laura Henry : Mike
- 2017 : Hostiles de Scott Cooper : caporal Henry Woodson
- 2018 : Undercover : Une histoire vraie (White Boy Rick) de Yann Demange : Johnny « Lil Man » Curry
- 2018 : Out of Blue de Carol Morley : Duncan J. Reynolds
- 2019 : The Last Black Man in San Francisco de Joe Talbot : Montgomery Allen
- 2019 : Captive State de Rupert Wyatt : Rafe Drummond
- 2019 : Gully de Nabil Elderkin : Greg
- 2019 : La loi de la jungle (Jungleland) de Max Winkler : Pepper
- 2019 : Lovecraft Baby (court métrage) de Ralph Scherer : Atti
- 2020 : Da 5 Bloods : Frères de sang (Da 5 Bloods) de Spike Lee : David
- 2021 : The Harder They Fall de Jeymes Samuel : Nat Love
- 2022 : Devotion de J. D. Dillard : Jesse L. Brown
- 2023 : Ant-Man et la Guêpe : Quantumania (Ant-Man and the Wasp: Quantumania) de Peyton Reed : Kang le Conquérant et ses variants
- 2023 : Creed 3 (Creed III) de Michael B. Jordan : Damien « Diamond » Anderson
- 2025 : Magazine Dreams de Elijah Bynum : Killian Maddox

### Télévision
- 2013 : Much Ado About Nothing de Bob Francesconi et David Stern : Dogberry
- 2017 : When We Rise : Ken Jones, jeune
- 2020 : Lovecraft Country : Atticus « Tic » Freeman
- 2021-2023: Loki : « Celui Qui Demeure » / Kang le Conquérant / Victor Timely (saison 2)